# Ilegální obchod s drogami

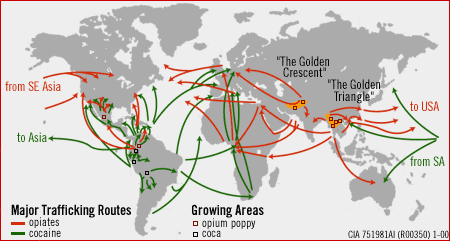
CIA Mapa mezinárodních nelegálních drogových spojení (2009)

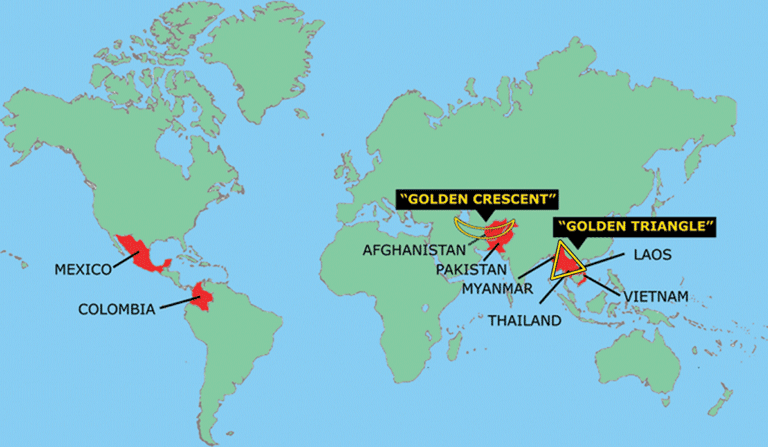
Hlavní země produkující heroin na světě (červeně vybarvené)

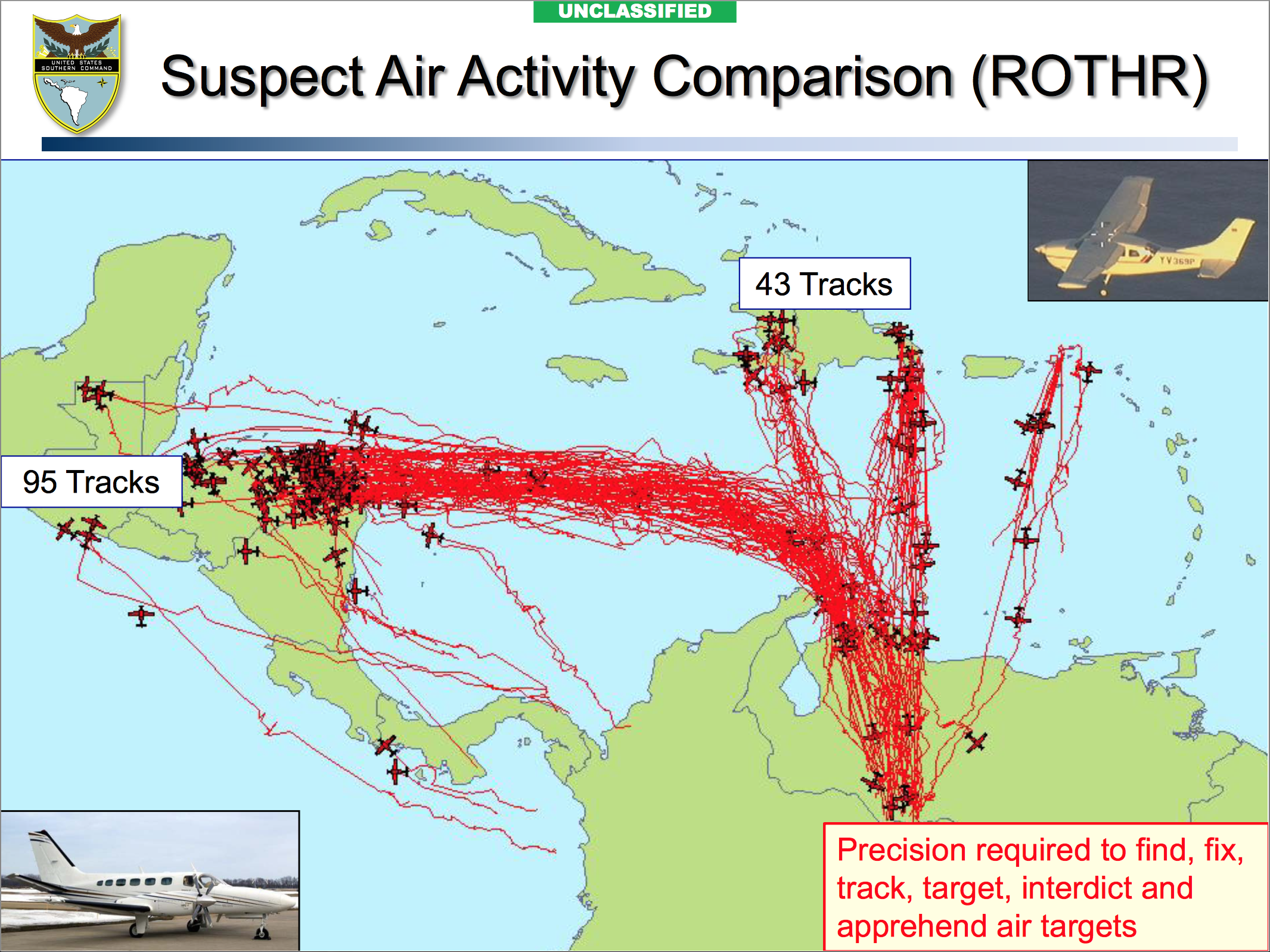
Letecké trasy pašování drog monitorované jižním velitelstvím USA

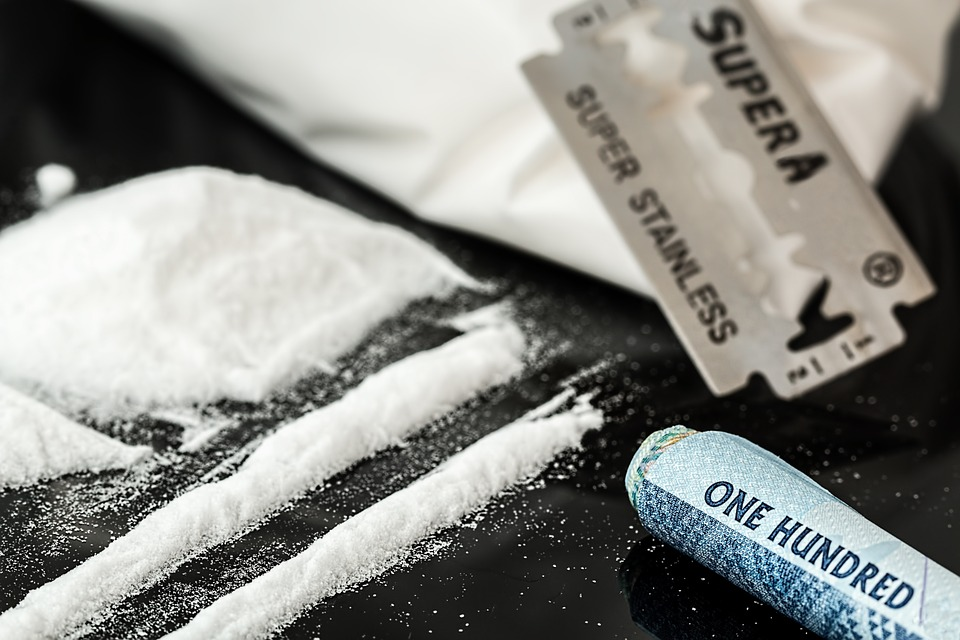
Kokain připravený ke šňupání

Nelegální obchod s drogami je celosvětový černý trh zabývající se kultivací, výrobou, distribucí a prodejem drog. Kvůli vysoké poptávce po omamných látkách na celém světě je potlačení tohoto trhu v dnešní jen těžko představitelné. Spotřeba nelegálních drog je rozšířená celosvětově a pro místní orgány je obtížné s ní bojovat. Dle OSN byla velikost globálního trhu s drogami v roce 2013 odhadována na 321,6 miliardy dolarů. Nelegální obchod s drogami tak lze odhadovat na téměř 1% celkového světového obchodu.
Obchod s drogami je považován za závažný trestný čin. Sankce se liší s ohledem na zemi, typ a množství drogy, způsob distribuce atd. – od dlouholetého věznění, přes nucené práce, bičování, až po trest smrti.

## Historie
Čínské úřady vydaly nařízení proti kouření opia v letech 1729, 1796 a 1800. Na západě byly zakázány návykové látky v době konce 19. a na počátku 20. století.

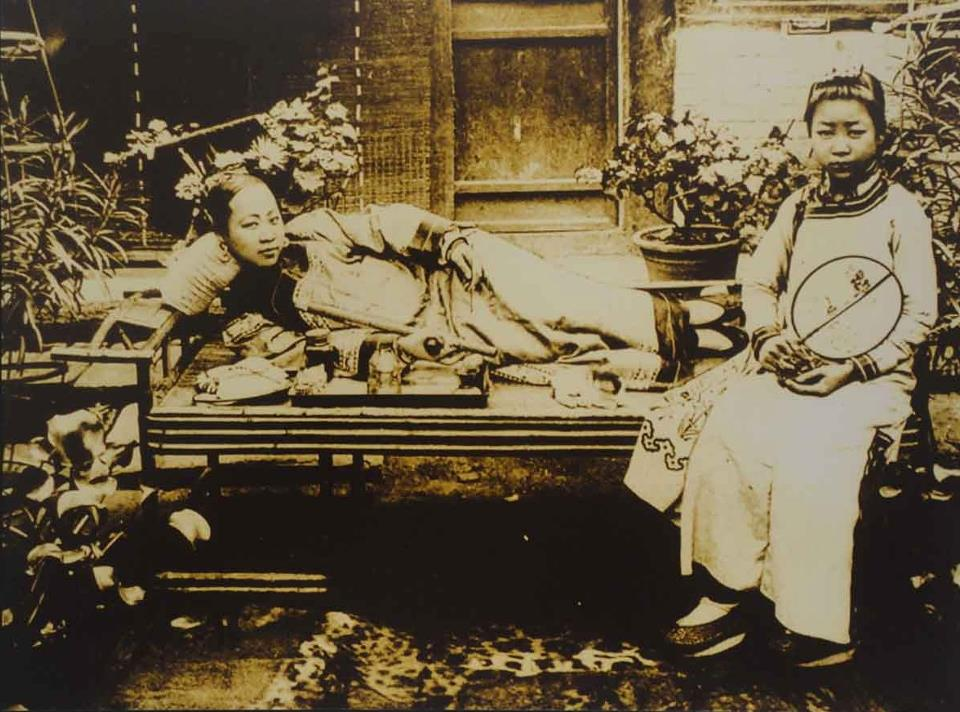
Čínské ženy kouřící opium, cca kolem roku 1900

V Číně se nelegální obchod s drogami objevil na počátku 19. století. Výsledkem bylo, že do roku 1838 vzrostl počet čínských závislých na opiu na čtyři až dvanáct milionů. Čínská vláda reagovala prosazením zákazu dovozu opia; toto vedlo k první opiové válce (1839-1842) mezi Spojeným královstvím a Čínskou říší Čching. Spojené království zvítězilo a přinutilo Čínu, aby britským obchodníkům umožnila prodávat opium pěstované v Indii. Obchodování s opiem bylo lukrativní a kouření se v Číně v 19. století stalo běžné, takže britští obchodníci ještě zintenzivnili obchodování. Druhá Opiová válka vypukla v roce 1856, ve které se k Britům tentokrát připojily i Francouzi a USA. Po dvou opiových válkách Britové díky smlouvám Nanking (1842) a Tianjin (1858) požadovali po čínské vládě zaplatit velké částky peněz za opium, které zadrželi a zničili, které označovaly jako „reparace“.
V roce 1868, v důsledku zvýšeného používání opia, Spojené království omezilo prodej opia v Británii ustanovením zákona o lékárnách z roku 1868. Ve Spojených státech zůstala kontrola opia pod kontrolou jednotlivých států USA až do zavedení Harrisonova zákona v roce 1914, poté co 12 světových mocností podepsalo v roce 1912, Mezinárodní opiovou úmluvu.

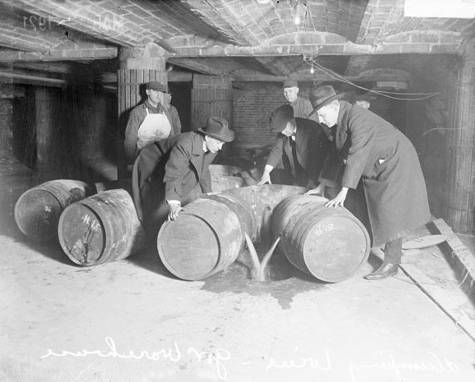
Prohibiční agenti ničící sudy s alkoholem během prohibice ve Spojených státech

Mezi lety 1920 a 1933, osmnáctý dodatek Ústavy Spojených států zakázal alkohol ve Spojených státech. Během prohibice se ukázalo, že je téměř nemožné prosadit zákaz alkoholu, protože došlo k vzestupu organizovaného zločinu, včetně moderní americké mafie, která ve výrobě, pašování a prodeji nelegálního alkoholu nacházela obrovské obchodní příležitosti.
Na počátku 21. století došlo k nárůstu užívání drog v Severní Americe a Evropě, zejména se zvýšenou poptávkou po marihuaně a kokainu. Výsledkem je, že mezinárodní skupiny organizovaného zločinu, jako jsou kartely "Sinaloa" a "Ndrangheta", posílily vzájemnou spolupráci s cílem usnadnit transatlantické obchodování s drogami. V Evropě se poptávka i po další nelegální droze, hašiši.
Obchodování s drogami je obecně považováno zákonodárci za závažný zločin po celém světě. Sankce často závisí na typu drogy (a její klasifikaci v zemi, do které se s ní obchoduje), obchodované množství, kde jsou drogy prodávány a jak jsou distribuovány. Tresty za obchodování mohou být přísnější, jestliže jsou drogy prodávány nezletilým.
Pašování drog je v mnoha zemích přísně trestáno. Odsouzení může obnášet dlouhou dobu uvěznění, bičování a dokonce i trest smrti (v Singapuru, Malajsii, Indonésii a jinde). V prosinci 2005 byl 25letý australský pašerák drog Van Tuong Nguyen oběšen v Singapuru poté, co byl zadržen s téměř 400 gramy heroinu. V roce 2010 byli v Malajsii odsouzeni k trestu smrti dva lidé za obchodování s 1 kilogramem konopí do země. Poprava se většinou používá jako odstrašující příklad a je hojně voláno po účinnějších opatřeních, která by země měla přijmout v boji proti obchodování s drogami; například zaměřit se na konkrétní zločinecké organizace, které jsou často aktivní také v pašování jiného zboží (tj. divoké zvěře) a dokonce i lidí. V mnoha případech se prokázalo, že existují vazby mezi politiky a zločineckými organizacemi.

## Zisky
Statistiky zisků z obchodu s drogami do značné míry nejsou známé, kvůli jejich nezákonné povaze. Tisková zpráva zveřejněná britským ministerstvem vnitra v roce 2007 odhadla velikost trhu s nelegálními drogami ve Velké Británii na 4–6,6 miliardy GBP ročně.

V prosinci 2009 výkonný ředitel Organizace spojených národů pro drogy a kriminalitu, Antonio Maria Costa tvrdil, že peníze z nelegálních drog zachránily bankovní průmysl před kolapsem. Uvedl, že viděl důkazy o tom, že výnosy z organizovaného zločinu jsou „jediným likvidním investičním kapitálem“, který mají některé banky k dispozici na pokraji kolapsu v průběhu roku 2008. Řekl, že většina zisků z drog v hodnotě 216 miliard GBP byla vrácena do ekonomického oběhu, jako výsledek:
„V mnoha případech byly peníze z drog jediným likvidním investičním kapitálem. Ve druhé polovině roku 2008 byla likvidita hlavním problémem bankovních systému, a proto se likvidní kapitál stal důležitým faktorem ... Mezibankovní půjčky byly financovány penězi, které původně pocházeli z obchodů s drogami a jiných nelegálních činností ... objevily se známky, že některé banky byly tímto způsobem zachráněny“.
Antonio Maria Costa odmítl prozradit, které země nebo banky, mohly dostávat peníze získané z drog, s tím, že by to nedávalo smysl, protože se má řešit příčina problému, nikoliv vinit jednotlivé instituce.
Ačkoli se prodej drog na ulici považuje za lukrativní, studie Sudhira Venkateshe ukazuje, že mnoho prodejců na nízkých úrovních mají jen nízké příjmy. Ve studii, kterou provedl v 90. letech v úzké spolupráci se členy Black Gangster Disciple Nation v Chicagu, zjistil, že jeden gang (v podstatě franšíza) sestával z vůdce (absolventa vysoké školy s názvem JT), tří vyšších důstojníků a 25 až 75 prodejců na pouliční úrovni (v závislosti na sezóně). Prodejem cracku a kokainu si za šestileté období vydělali přibližně 32 000 $ měsíčně. Tato částka byla rozdělena následovně: 5 000 $ správní radě složené z dvaceti ředitelů Black Gangster Disciple Nation, kteří dohlíželi na 100 podobných gangů s celkovým měsíčním příjmem přibližně 500 000 $. Dalších 5 000 $ měsíčně se platilo za kokain a 4 000 $ za jiné nemzdové výdaje. JT si jako svůj plat bral 8 500 $ měsíčně. Zbývajících 9 500 $ měsíčně šlo zaměstnancům na výplaty, kdy 7 $ za hodinu bylo pro důstojníky a 3,30 $ za hodinu pro pouliční prodejce. Na rozdíl od populárního obrazu prodejce drog jako lukrativního povolání, žilo mnoho z nich se svými matkami. Navzdory tomu měl gang čtyřikrát tolik neplacených členů, kteří snili o tom, že se dostanou na pozici pouličních prodejců.

## Dopady na společnost
Obchod s drogami ovlivňuje prakticky všechny země, ať už se jedná o země výroby, tranzitu nebo země, do kterých jsou nelegální látky dováženy. Například, více než 300,000 uprchlíků z Kolumbie utíká před partyzány, polovojenskými jednotkami a drogovými magnáty do Ekvádoru. Ačkoliv někteří z nich si zažádali o azyl, někteří stále zůstávají ilegálními přistěhovalci. Drogy, které jsou převáženy z Kolumbie přes Ekvádor do dalších zemí Jižní Ameriky nezpůsobují jen ekonomické, ale i sociální problémy.
Honduras je státem přes který se dováží odhadem až 79% kokainu do Spojených států amerických a zároveň má největší míru sebevražd na světě. Podle Mezinárodní krizové skupiny, souvisí násilí regionů Střední Ameriky (zejména podél hranice mezi Guatemalou a Hondurasem) s množstvím aktivit spojených s obchodem s drogami.

### Násilný zločin
V mnoha zemích (rozvojových zemích, ale i vyspělých zemích po celém světě) se považuje, že ilegální obchodování s drogami úzce souvisí s násilnými trestnými činy, například s vraždou, znásilněním apod. Na konci 90. let 20. století, Federální úřad pro vyšetřování ve Spojených státech amerických odhadoval, že 5% vražd je úzce spjato s obchodem drog. V některých zemích, například v Kolumbii, jsou ekonomický stav, špatný vládní systém nebo nízká autorita v rámci vymáhání práv, faktory silně ovlivňující násilí spojeno s drogovým obchodem.

## Trasy obchodu s drogami

### Jižní Amerika
Venezuela je trasou do Spojených států a Evropy pro ilegální drogy původem z Kolumbie, přes Střední Ameriku, Mexiko a Karibské státy jako Haiti, Dominikánská republika a Portoriko.
Podle OSN od roku 2002 narůstá ilegální obchod s kokainem přes Venezuelu. V roce 2005 vláda Huga Cháveze přerušila vazby s Drug Enforcement Administration (DEA), protože podezírala jeho představitele ze špionáže. Po odchodu DEA z Venezuely a rozšíření spolupráce DEA s Kolumbií v roce 2005 se Venezuela stala lákavější pro obchodníky s drogami. Mezi lety 2008 a 2012 kleslo pořadí Venezuely oproti jiným zemím v množství zadrženého kokainu ze čtvrtého místa v roce 2008 na šesté v roce 2012.

### Západní Afrika
Kokain produkovaný v Kolumbii a Bolívii je stále častěji převážen přes Západní Afriku (obzvláště Kapverdy, Mali, Benin, Togo, Nigérii, Kamerun, Guinea Bissau a Ghanu). K praní špinavých peněz dochází často v zemích jako Nigérie, Ghana a Senegal.
Podle Afrického ekonomického institutu je hodnota ilegálně pašovaných drog v Guinea Bissau skoro dvakrát větší, než hodnota jejich HDP. Často zde dochází k podplácení policistů. Průměrný měsíční plat tamních policistů (93 USD) se rovná méně než dvěma procentům hodnoty 1 kilogramu kokainu (8750 USD). Dochází zde také k praní špinavých peněz přes nemovitosti. Z ilegálně získaných příjmů se postaví dům, a po jeho prodeji dojde k výdělku legálních peněz. Při přesunu drog přes Saharu jsou obchodníci s drogami nuceni spolupracovat s teroristickými organizacemi, jako je Al-Káida v islámském Maghrebu.

### Východní a Jižní Afrika
Stále vzrůstá množství heroinu pašovaného z Afghánistánu do Evropy a Ameriky přes země východní a jižní Afriky. Tato trasa je známa jako "jižní cesta" nebo "smack track." Následky tohoto obchodování jsou vzrůstající užívání heroinu a politická korupce ve zprostředkovatelských afrických národech.

### Asie
Drogy byly v Asii tradičně převáženy přes jižní stezky - hlavní karavanové osy jihovýchodní Asie a jižní Číny - a zahrnují státy, ve kterých se v minulosti produkovalo opium - Thajsko, Írán a Pákistán. Po konci 90. let 20. století, a obzvláště Studené války, byly otevřeny hranice a podepsány obchodní a celní dohody pro expanzi tras, které se rozšířily o Čínu, střední Asii a Rusko. Dnes je tedy v Asii velmi rozvinutá síť tras obchodu s drogami, obzvláště pro obchod s heroinem. Tyto trasy jsou díky pokračujícímu rozvoji nových trhů prosperující. Z Asie je do Evropy pašováno velké množství drog. Tyto drogy pocházejí převážně z Afghánistánu a zemí, které utvářejí takzvaný Zlatý půlměsíc. Od těchto výrobců jsou drogy pašovány přes západní a střední Asii do jejich cílových destinací v Evropě a Spojených státech. Írán, který byl v minulosti hlavní obchodní stezkou, se stal kvůli rozsáhlému a nákladnému boji proti obchodu s drogami cestou pro pašeráky. Náčelník pohraniční policie Íránu tvrdí, že jeho země „je silnou bariérou pro ilegální obchod s drogami do Kavkazu, obzvláště do Ázerbájdžánu.“ Drogy vyráběné ve Zlatém trojúhelníku - Barmě, Laosu a Thajsku - jsou převáženy přes jižní stezky do australských, amerických a asijských trhů.

### Online
S drogami se stále častěji obchoduje online na darknet marketech na dark webu.

## Souvislost s volným obchodem
Existuje několik dohadů o tom, jestli má volný obchod souvislost se zvýšenou aktivitou v ilegálním obchodování s drogami nebo ne. V současnosti jsou struktura a řízení ilegálního drogového průmyslu popsány převážně z hlediska mezinárodního rozdělení práce. Volný obchod může otevřít nové trhy pro domácí výrobce, kteří by se jinak uchýlili k exportu ilegálních drog. Rozsáhlý volný obchod napříč státy také zvyšuje přeshraniční vymáhání drog a spolupráci policejních orgánů v různých zemích. Avšak volný trh také zvyšuje nepřeberné množství legálního přeshraničního obchodu a zastřešuje tak pašování drog tím, že poskytuje dostatečnou příležitost pro ukrytí ilegálního zboží do legálního nákladu. Přestože mezinárodní volný obchod neustále rozšiřuje množství legálního obchodu, jeho schopnost odhalit a zakázat obchodování s drogami je výrazně omezená. Koncem 90. let 20. století prošlo 10 největšími přístavy na světě 33.6 milionu kontejnerů. Volný obchod zajišťuje integraci finančních trhů a poskytuje obchodníkům s drogami více příležitostí prát špinavé peníze a investovat do jiných aktivit. To posiluje drogový průmysl a zároveň oslabuje snahy policejních orgánů monitorovat tok drogových peněz do legitimní ekonomiky. Spolupráce napříč kartely rozšiřuje jejich rozsah na vzdálené trhy a posiluje jejich schopnosti vyhnout se odhalení místními strážci zákona. Kriminální organizace také spolupracují, aby koordinovali praní špinavých peněz tak, že rozdělené organizace obstarávají specifická stadia procesu praní špinavých peněz. Jedna organizace strukturuje proces toho, jak budou špinavé peníze prány, zatímco jiné kriminální skupina poskytuje špinavé peníze, které budou prány. Zajištěním rozšíření obchodních a globálních dopravních sítí volný trh vybízí kriminální organizace z různých zemí ke spolupráci a vytváření aliancí. Obchod s drogami v Latinské Americe se začal objevovat od začátku 30. let 20. století. Zaznamenal výrazný vzrůst v andských zemích, včetně Peru, Bolívie, Chile, Ekvádoru, Kolumbie a Venezuely. Ilegální trh byl v první polovině 20. století spojen převážně s Evropou. Po druhé světové válce se v andských zemích rozšířil obchod, především s kokainem.

## Rozdělení obchodu s drogami podle zemí

### Spojené státy americké

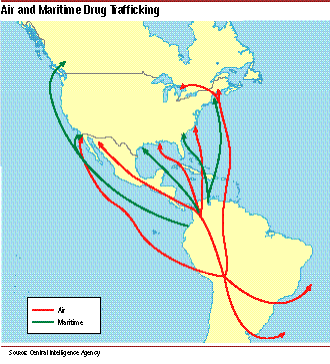
Letecké a námořní trasy obchodu s nelegálními drogami z Jižní do Severní Ameriky

Ilegální obchodování s drogami ve Spojených státech ovlivňuje ekonomické, politické i sociální aspekty země. Násilí spojeno s drogovým obchodem se dále zvyšuje a může být spojeno s rasovým napětím, které vzniklo na konci 20. stol. Druhá polovina 20. stol. byla doba, kdy v určitých oblastech Spojených států amerických zvýšené bohatství a diskreční výdaje zapříčinily zvýšení poptávky po ilegálních drogách. Velkoplošné obchodování s drogami je trestným činem, který může vést k trestu smrti, předepsanému na federální úrovni.

#### Politický dopad
Ilegální obchod s drogami se nejvíce rozšířil v 60. letech 20. století, kdy generace tzv. baby boomers (baby boom) dospěla. Jejich sociální tendence konfrontovat zákon o konkrétních otázkách, včetně tématu ilegálních drog, přemohla nedostatečně obsazený soudní systém. Federální vláda se pokusila prosadit zákon, ale bez účinku.
V 60. letech 20. stol. se na latinskoamerické obchodní cestě objevila marihuana a stala se velmi populární drogou. V pozdějších desetiletích 20. stol. se kokain stal nejvýznamnějším drogovým produktem. Většina kokainu se pašuje z Kolumbie a Mexika přes Jamajku. Vývoj obchodu s drogami ovlivnil ekonomiku v USA a Reaganova administrativa začala "certifikovat" země za jejich pokusy o kontrolu obchodu s drogami. To umožnilo Spojeným státům americkým zasahovat do aktivit spojených s ilegálním transportem drog v Latinské Americe. V 80. letech 20. stol. zavedly Spojené státy přísnější politiku ohledně přepravy drog přes moře. Výsledkem byl příval drogových produktů přes hranici Mexika a USA. Zvýšila se tím i aktivita drogového kartelu v Mexiku. Mexiko se stalo největším dovozcem drog, hlavně kokainu. V 90. letech 20. stol, 50% kokainu dostupného na trhu Spojených států pocházelo z Mexika. Do roku 2000 bylo více než 90% kokainu dostupného na trhu Spojených států dováženo z Mexika. Na přelomu století, v letech 1996-2000 klesla spotřeba kokainu v USA o 11%. Tento pokles byl zapříčiněn poklesem hlavních drogových kartelů v Kolumbii v 90. letech, který vedl k posunu drogového trhu ve Spojených státech.
V roce 2008, spustila vláda USA program, který měl zamezit obchod s drogami v Mexiku. Jednalo se o tzv. iniciativu Merida. Během několika let se díky tomuto programu zvýšila americká bezpečnostní pomoc na 1,4 miliardy USD, což pomohlo zásobovat Mexiko špičkovým vybavením , od vrtulníků, až po sledovací technologie. I přes americkou pomoc a snahu omezit drogový obchod, mexičtí "narcogangy" stále převyšují mexickou armádu a pokračují v aktivitě drogového obchodu přes hranice USA a Mexika.

#### Sociální dopad
Část populace USA považuje narkotika jako rekreační činnost, můžeme tvrdit, že se začlenily do národní kultury, i přesto, že jsou ve Spojených státech nelegální. Nelegální drogy jsou silně poptávané zboží a obvykle se jejich cena pohybuje na vysoké úrovni. Vysoká cena drog je zapříčiněna směsicí faktorů zahrnující právní důsledky dodavatelů ilegálních drog a jejich vysokou poptávku. Spojené státy jsou nejvlivnější zemí na světe, nejen díky jejich rozloze, vojenské a ekonomické síle. Jsou na vrcholu mezinárodního obchodu, zajištují až 11% veškerého vyváženého zboží na světě a díky tomu jsou prvním světovým vývozcem. Spojené státy jsou také největším dovozcem ilegálních drog na světě, i přes neustálé úsilí politiků zamezit obchod s drogami.
V průběhu 20. stol. se do USA dováželo mnoho jiných narkotik než kokain, např. opiáty ve 40. letech, marihuana v 60. letech a heroin v 70. letech. Většina dovážených drog pochází z mexických drogových kartelů. Dovážená narkotika uspokojovala poptávku na ilegálním americkém trhu ve 20. letech během prohibice. V USA vzniklo až 195 měst, které byly infiltrovány drogovým obchodem z Mexika. Odhaduje se, že zisky mexického drogového kartelu z USA vystoupaly až na 10 miliard dolarů. Díky tomu, mohou mexické drogové kartely přežívat a americká závislost na drogách je stále podporována.

#### Demografie
Spojené státy, kvůli své obrovské rozloze, musí čelit kontrastům regionů, ať už se jedná o sociální, ekonomické, nebo politické důvody. S velkou vlnou přistěhovalců v 60. letech 20. stol. došlo v USA ke zvýšené heterogenitě veřejnosti. V 80. a 90. letech byla vražda související s drogovým obchodem rekordně vysoká. Míra násilí se mezi americkými městy a regiony lišila, ale obecně šlo o běžnou úzkost v celé zemi. Příkladem takového města může být Miami, přímořské město v regionu zvaném Sun Belt (rozdílem je tzv. Rust Belt, Chicago). Miami je město s řadou etnických enkláv, značná část přistěhovalců žije právě tady. Miami je velkým centrem Hispánců USA (město tvoří silná ekonomická spojení mezi Floridou a Latinskou Amerikou), Kubánců, ale také frankofonního obyvatelstva (Haiti). Město Miami je typický "melting pot", místo kontaktu se světem. V letech 1985-1995 byla míra sebevražd v Miami jednou z nejvyšších ve Spojených státech - jednalo se až o čtyřnásobek průměrné míry celostátních vražd. Tato kriminalita souvisela s regiony s vysokou nezaměstnaností, špatným ekonomickým stavem a nebyla zcela závislá na etnickém původu.

### Mexiko

Trasy obchodu s drogami v Mexiku

Politické vlivy korupce v Mexiku přispěly k dominanci mexických kartelů v obchodu s nelegálními drogami. Od počátku 20. století umožňovalo mexické politické prostředí růst drogových aktivit. Volná regulace týkající se přepravy nelegálních drog a nestíhání známých obchodníků s drogami a gangů zvýšily růst farmaceutického průmyslu. Tolerance obchodování s drogami podlomilo autoritu mexické vlády a snížilo moc policistů při regulaci těchto činností. Politická tolerance podpořila rostoucí moc drogových kartelů v mexické ekonomice a obchodníci s drogami zbohatli. Mnoho států v Mexiku postrádá politiku, která by zajišťovala stabilitu. Rovněž chybí místní stabilita, protože starostové nemohou být znovu zvoleni. To vyžaduje volbu nového starosty každé funkční období.
V roce 1929 byla za účelem vyřešení chaosu vyplývajícího z mexické revoluce zřízena Institucionální revoluční strana (PRI) . V průběhu doby získala tato strana politický vliv a měla zásadní dopad na mexickou sociální a hospodářskou politiku. Strana vytvořila vazby s různými skupinami jako mocenskou hru (za účelem získání vlivu) a v důsledku toho vytvořila ve vládě více korupce. Jednou z takových mocenských her bylo spojenectví s drogovými obchodníky. Tato politická korupce nebyla spravedlivá, což ztěžovalo identifikaci násilí v souvislosti s drogami.
Jak se Mexiko více demokratizovalo, korupce klesla z centralizované moci na místní úřady. Kartely začaly podplácet místní úřady, čímž odstranily strukturu a pravidla zavedená vládou - poskytly kartelovým dohodám větší svobodu. V reakci na to, Mexiko zaznamenalo nárůst násilí způsobeného obchodováním s drogami. Vytvořené korupční kartely vyústily v nedůvěru mexické veřejnosti k vládě. Tato nedůvěra se stala výraznější po rozpadu strany PRI. V reakci na to prezidenti Mexika na konci 20. stol. a na počátku 21. stol. provedli několik různých programů týkajících se vymáhání práva a regulace. V roce 1993 prezident Salinas vytvořil v Mexiku Národní institut pro boj s drogami. V letech 1995–1998 zavedl prezident Zedillo politiku týkající se zvýšeného trestání organizovaného zločinu, umožňujícího „[drátěné kohoutky], chráněné svědky, skryté agenty a zadržování zboží“ a zvyšování kvality vymáhání práva na federální úrovni. V letech 2001–2005 prezident Vicente Fox vytvořil Federální agenturu pro vyšetřování .

#### Mexická ekonomika
V posledních desetiletích se drogové kartely začleňovaly do mexické ekonomiky. Přibližně 500 měst je přímo zapojeno do obchodování s drogami a téměř 450 000 lidí je zaměstnáno v drogových kartelech. Živobytí 3,2 milionu lidí navíc závisí na drogových kartelech. Drogové kartely mají v místní ekonomice zásadní význam. Mezi místním a mezinárodním prodejem, například do Evropy a Spojených států, zaznamenávají drogové kartely v Mexiku roční zisk 25–30 miliard dolarů, z nichž velká část koluje přes mezinárodní banky, jako je HSBC. Procento zisků z obchodu je investováno do místní komunity. I když tyto kartely přinášejí do komunit násilí a nebezpečí, vytvářejí pracovní místa a poskytují příjem mnoha členům.

#### Kultura drogových kartelů
Hlavní kartely zaznamenaly růst díky prominentní kultuře mexické společnosti, která vytvořila prostředky pro drogový kapitál. Jedním z míst původu pro obchodování s drogami v Mexiku byl stát Michoacán (v minulosti byl tento stát hlavně zemědělskou společností). To poskytlo počáteční růst obchodu. Díky industrializaci venkovských oblastí Mexika byla umožněna větší distribuce drog a rozšíření trhu s drogami do různých provincií. Jakmile se města stala průmyslovými, začaly se formovat a rozšiřovat kartely (např. kartel Sinaloa). Šíření kultury drogových kartelů do značné míry pocházelo z rančerové kultury pozorované v Michoacánu. Kultura Ranchero si váží jednotlivce na rozdíl od společnosti jako celku. Tato kultura podpořila drogovou kulturu oceňování rodiny vytvořené v rámci kartelové dohody. Tento ideál umožňoval větší organizaci v rámci kartelových dohod. Gangy hrají hlavní roli v činnosti drogových kartelů. MS-13 a gang 18.ulice jsou proslulé svými příspěvky a vlivem na obchodování s drogami v celé Latinské Americe. MS-13 ovládala většinu aktivit v obchodu s drogami od Mexika po Panamu. V mexické drogové kultuře je přítomna účast žen. Přestože se se ženami zachází jako s muži, obvykle mají větší moc, než jim jejich kultura umožňuje, a získávají určitou nezávislost. Nárůst moci přilákal ženy z vyšších společenských vrstev. Finanční zisk také přiměl ženy, aby se zapojily do trhu s nelegálními drogami. Mnoho žen na nižších úrovních hlavních drogových kartelů patří do nízké ekonomické třídy. Obchod s drogami nabízí ženám způsob výdělku. Ženy ze všech sociálních tříd se zapojily do obchodu v důsledku vnějšího tlaku ze svého sociálního a ekonomického prostředí.

### Kolumbie

#### Politické vazby
Pašeráci v Kolumbii běžně dováželi alkohol, cigarety, textil a vyváželi kokain. Pracovníci se znalostí terénu byli schopni zásobovat místní trh a zároveň vyvážet velké množství produktů. Do zavedeného obchodu, který začal v 60. letech 20. stol., patřily státy Peru, Bolívie, Kolumbie, Venezuela a Kuba. Rolníci vyráběli kakaovou pastu v Peru a Bolívii, zatímco kolumbijští pašeráci ji zpracovávali v Kolumbii na kokain, který následně dováželi na Kubu. Tato obchodní cesta navázala vazby mezi kubánským a kolumbijským organizovaným zločinem. Z Kuby byl kokain transportován do Miami na Floridě, do Union City, do New Jersey. Množství drogy bylo poté pašováno do USA. Mezinárodní obchod s drogami vytvořil politické vazby mezi zúčastněnými zeměmi a povzbudil vlády zúčastněných zemí ke spolupráci a zavedení společných politik pro vymýcení drogových kartelů. Kuba přestala být centrem pro přepravu kokainu po založení komunistické vlády v roce 1959. V důsledku toho se Miami a Union City staly jediným místem obchodování s lidmi. Vztahy mezi kubánským a kolumbijským organizovaným zločinem zůstaly silné až do 70. let, kdy kolumbijské kartely začaly usilovat o moc. V 80. a 90. letech, Kolumbie přispívala v odvětví drogového obchodu na západní polokouli. Zatímco během tohoto období se pašování drog, jako je marihuana, mák, opium a heroin, stalo všudypřítomným, byla aktivita latinskoamerického obchodu s drogami hnána aktivitou kokainových kartelů. Obchod se ukázal jako nadnárodní úsilí, protože zásoby (tj. látky z koky) byly dováženy ze zemí jako Bolívie a Peru, rafinovány v kolumbijských laboratořích s kokainem a pašovány přes Kolumbii a vyváženy do zemí, jako jsou USA.

#### Sociální dopad
V 80. letech se kolumbijské kartely staly dominantními distributory kokainu v USA. To vedlo ke zvýšení míry násilí po celé Latinské Americe a Miami. V 80. letech se v Kolumbii objevily dva hlavní drogové kartely: skupiny Medellin a Cali. V průběhu 90. let však několik faktorů vedlo k úpadku těchto hlavních kartelových dohod a ke vzestupu menších kolumbijských kartelových dohod. Poptávka USA po kokainu poklesla, zatímco kolumbijská produkce vzrostla, což na obchodníky tlačilo, aby hledali nové drogy a trhy. V tomto časovém období došlo ke zvýšení aktivity karibských kartelů, což vedlo k nárůstu alternativní cesty pašování přes Mexiko. To vedlo k užší spolupráci mezi hlavními kolumbijskými a mexickými obchodníky s drogami.
Se zvyšujícím se vlivem obchodu s drogami na ekonomiku rostla jejich moc a vliv ve společnosti na drogové magnáty a jejich sítě. Výskyt násilí souvisejícího s drogami se v tomto období zvýšil, protože drogoví magnáti bojovali o udržení kontroly nad ekonomikou. Protidrogový kartel měl obvykle podpůrné sítě, které se skládaly z řady jednotlivců. Mezi tyto osoby patřily osoby přímo zapojené do obchodu (jako jsou dodavatelé, chemici, přepravci, převaděči atd.) I nepřímo zapojené do obchodu (jako jsou politici, bankéři, policie atd.). Vzhledem k tomu, že tyto menší kolumbijské drogové kartely rostly v prevalenci, několik významných aspektů kolumbijské společnosti ustoupilo dalšímu rozvoji kolumbijského drogového průmyslu. Například až do konce 80. let si velká část společnosti neuvědomovala dlouhodobé účinky farmaceutického průmyslu. Navíc chyběla regulace ve věznicích, kam byli posíláni zajatí obchodníci. Tyto věznice byly nedostatečně regulované, nedostatečně financované a nedostatečně personálně obsazené, což podpořilo vznik vězeňských gangů, pašování zbraní / zbraní / atd.

## Obchod se specifickými drogami

### Konopí

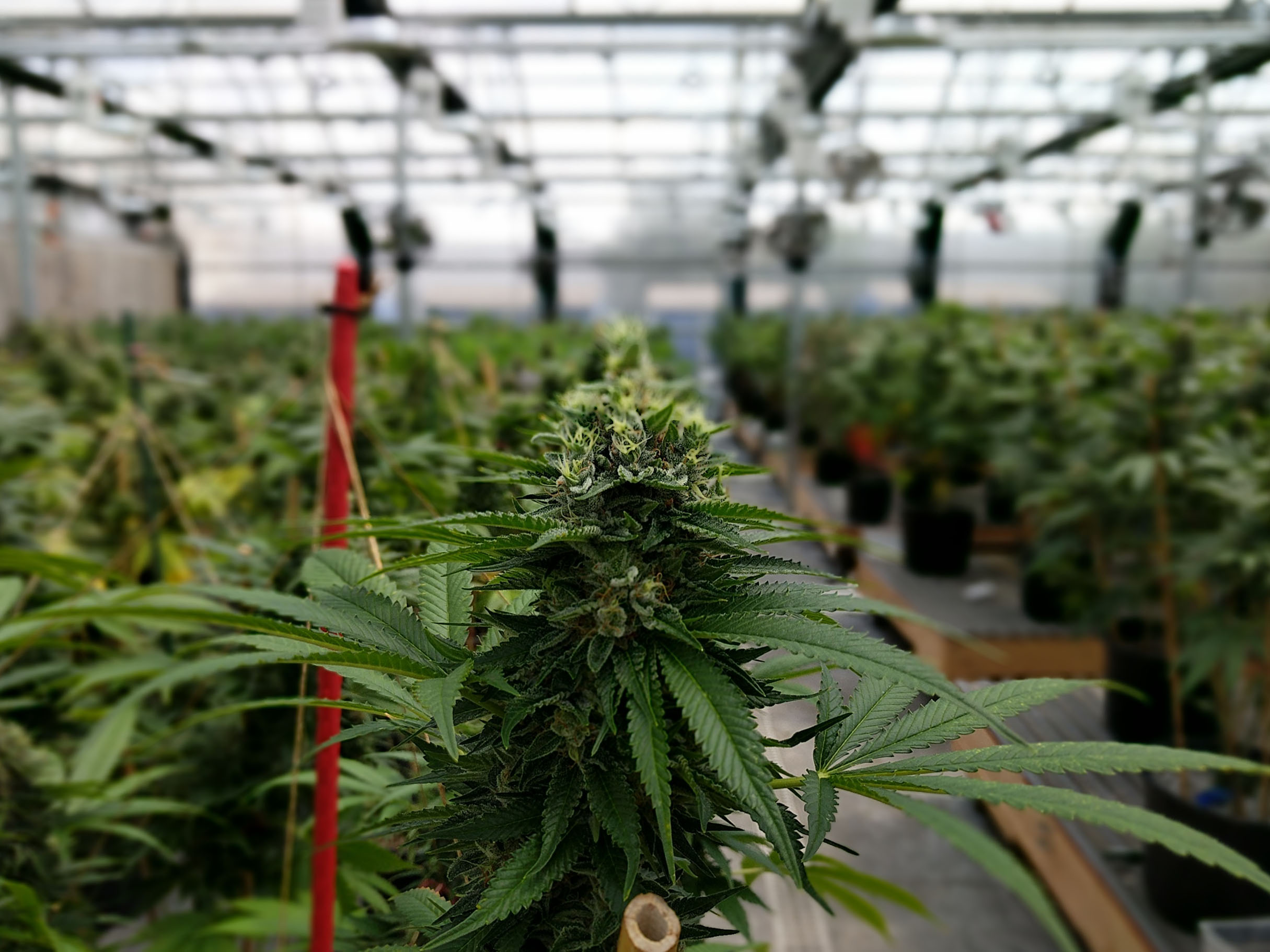
Konopí pěstované ve skleníku

V České republice a ve většině zemí je užívání a distribuce konopí nelegální. V některých zemích, jako je Kanada, je legální distribuce marihuany za účelem rekreace a v některých zemích je povolena distribuce v lékařství, například 10 z 50 států USA (ačkoli dovoz a distribuce jsou stále federálně zakázány). Uruguay se v roce 2014 stala první zemí, která legalizovala pěstování, spotřebu a prodej marihuany za účelem rekreačního užití pro dospělé obyvatel.  Druhou zemí, která legalizovala užívání, prodej a pěstování se stala v roce 2018 Kanada.  V některých zemích je užívání marihuany tolerováno. Zejména v Nizozemí, kde je legalizováno držení a licencovaný prodej (ale nikoli pěstování). V dalších státech je legální držení menšího množství marihuany.
Poptávka po konopí po celém světě, spolu s relativně snadným pěstováním drogy, činí z nedovoleného obchodování s konopím jeden z hlavních způsobů, jak organizované zločinecké skupiny financují mnoho svých aktivit. Například v Mexiku je nezákonné obchodování s konopím považováno za většinu příjmů kartelů a za hlavní způsob, jakým kartely financují mnoho dalších nelegálních aktivit; včetně nákupu dalších nelegálních drog pro obchodování a pro získávání zbraní, které se nakonec používají k vraždám (což má za následek nárůst počtu vražd v mnoha oblastech světa, zejména v Latinské Americe). 

### Alkohol
Hlavní článek: Alkoholický nápoj
Pití alkoholických nápojů je nezákonné v mnoha muslimských zemích, jako je například Saúdská Arábie. To vede k prosperujícímu nelegálnímu obchodu s alkoholem.
V Americe byl prodej, výroba, dovoz a vývoz nezákonné ve 20. a na začátku 30. let v době prohibice.

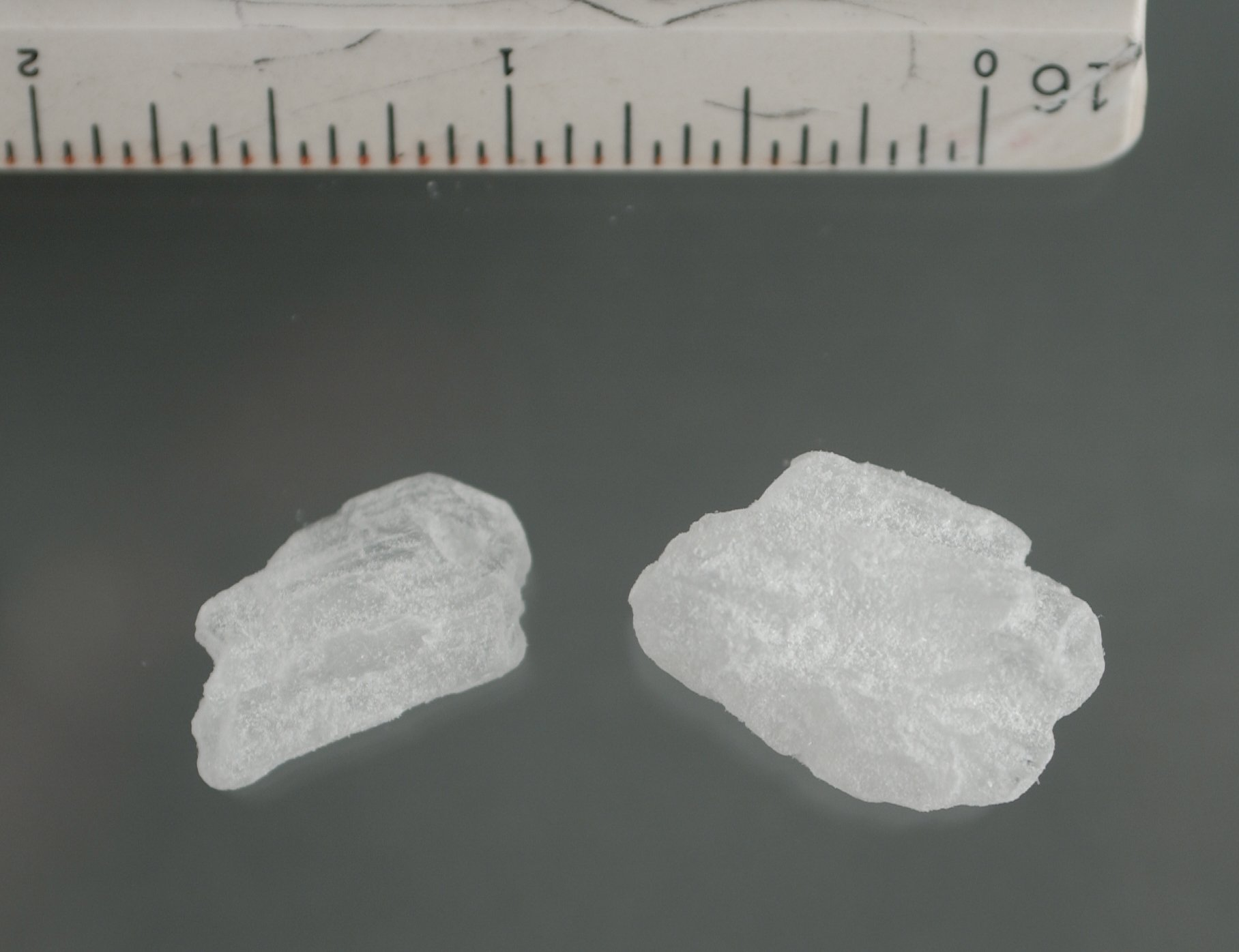
Čistý krystalický metamfetamin

### Pervitin
V Česku se jedná o nejčastěji zneužívanou látku. Popularita pervitinu je dána především jeho dobrou dostupností a relativně nízkou cenou. Na rozdíl od jiných návykových látek, jako je heroin nebo kokain, pervitin je možné levně vyrábět v menších lokálních varnách.
Česká republika je největším ilegálním producentem pervitinu v Evropě a ročně jsou v ČR odhalovány stovky varen této návykové látky.  Udává se, že je v ČR na pervitinu závislé 0,7 % populace mezi 15. a 64. rokem, z nich problémových je zhruba 30 000 osob.

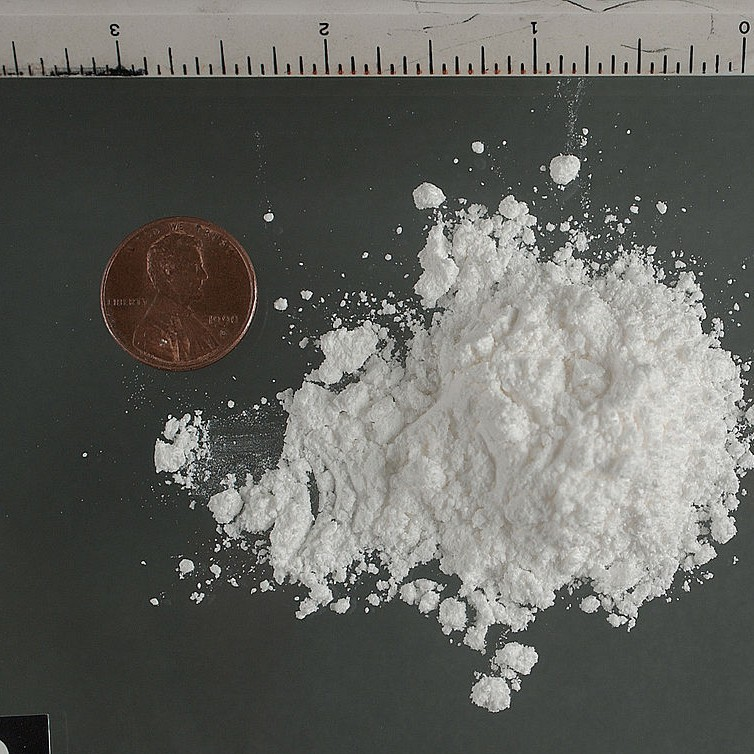
Kokain hydrochlorid

### Kokain
Kokain je se považuje za vysoce prominentní drogu. Na základě zjištění OSN z roku 2011 se uvádí hodnota světového černého trhu s kokainem na 85 miliard dolarů, i když některé další zdroje naznačují ještě vyšší. V roce 2009 bylo vyrobeno přibližně 1,1 milionu kilogramů kokainu (pomocí listů rostliny koky) a podle odhadů jej konzumovalo přibližně 17 milionů lidí. 

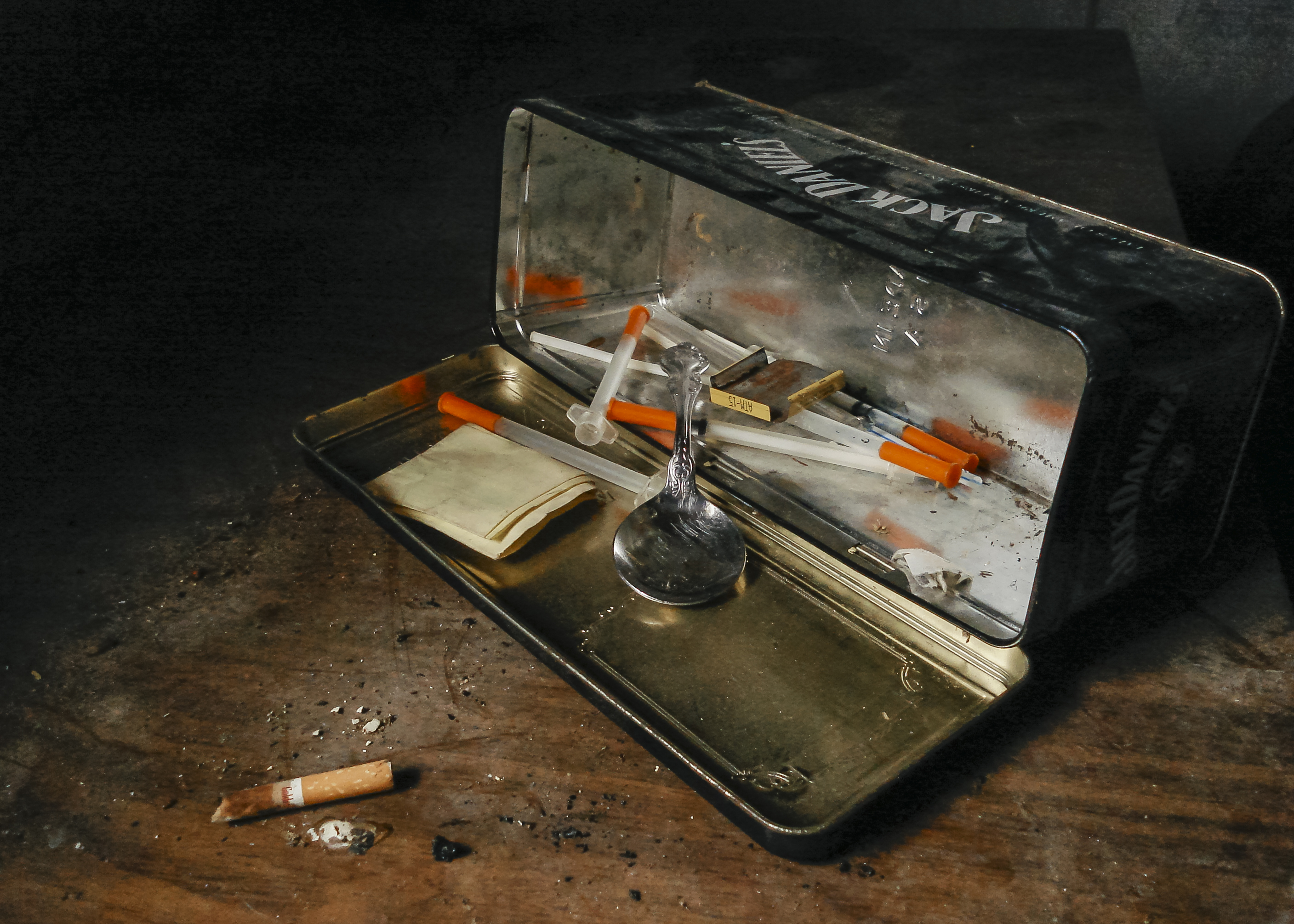
Souprava na užívání heroinu obsahující jehly a lžičku

### Heroin
V 50. a 60. letech byla většina heroinu vyrobena v Turecku a následně se překládala ve Francii (prostřednictvím kriminálního kruhu French Connection) odkud se potom exportoval především do USA. Poté se přibližně do roku 2004 vyráběla většina heroinu v oblasti známé jako Zlatý trojúhelník. Do roku 2007 potom 93 % opiátu na trhu pocházelo z Afghánistánu. Exportní hodnota opiátů byla odhadována na 64 miliard USD. Další významnou oblastí, kde se pěstují maková pole na výrobu heroinu je Mexiko.
Podle amerického protidrogového úřadu je cena heroinu v amerických ulicích obvykle 8–10krát vyšší než cena kokainu, což z něj činí vysoce ziskovou látku pro pašeráky a obchodníky. Vzhledem k vysokým nákladům na objem se heroin snadno pašuje.